# Hippocampus whitei
Hippocampus whitei is een  straalvinnige vissensoort uit de familie van zeenaalden en zeepaardjes (Syngnathidae). De wetenschappelijke naam van de soort is voor het eerst geldig gepubliceerd in 1855 door Bleeker.
Dit zeepaardje komt voornamelijk voor aan de westkust van Australië, langs de kust van New South Wales en Queensland.
Deze soort meet ongeveer 12 cm. Het leefgebied van een mannetje bestrijkt ongeveer 1 vierkante meter; dat van een vrouwtje kan 100 maal zo groot zijn. Deze soort heeft een draagtijd van 21 dagen. Het mannetje kan meermaals tijdens het broedseizoen jongen werpen.
De soort staat op de Rode Lijst van de IUCN als Bedreigd, beoordelingsjaar 2017.